# Firman Utina
Firman Utina (Manado, Indonesia, 15 de diciembre de 1981) es un exfutbolista de Indonesia que jugaba en la posición de centrocampista.

## Carrera

### Club
| Periodo   | Club              | Apariciones | Goles |
| --------- | ----------------- | ----------- | ----- |
| 2000–2001 | Persma Manado     | 14          | 0     |
| 2001−2004 | Persita Tangerang | 65          | 8     |
| 2004−2006 | Arema Malang      | 38          | 4     |
| 2006-2008 | Persita Tangerang | 29          | 0     |
| 2008-2010 | Pelita Jaya       | 40          | 3     |
| 2010-2011 | Persija Jakarta   | 15          | 3     |
| 2011-2013 | Sriwijaya FC      | 42          | 6     |
| 2013-2015 | Persib Bandung    | 55          | 4     |
| 2016-2017 | Sriwijaya FC      | 24          | 0     |
| 2017-2018 | Bhayangkara FC    | 15          | 0     |
| 2018      | Kalteng Putra     | 18          | 1     |

### Selección nacional
Jugó para Indonesia en 66 ocasiones de 2001 a 2014 y anotó cinco goles; participó en la Copa Asiática 2007.

## Logros

### Club
Arema Malang
- Copa Indonesia: 2005, 2006

Sriwijaya
- Indonesia Super League: 2011–12
- Indonesian Community Shield: 2010

Persib Bandung
- Indonesia Super League: 2014
- Piala Presiden: 2015

Bhayangkara
- Liga 1: 2017

### Selección nacional
- Indonesian Independence Cup: 2008

### Individual
- Mejor Jugador de la Copa Indonesia: 2005
- Mejor Jugador del AFF Championship: 2010

## Estadísticas

### Partidos con selección
| Indonesia | Indonesia   | Indonesia |
| Año       | Apariciones | Goles     |
| --------- | ----------- | --------- |
| 2001      | 1           | 0         |
| 2004      | 5           | 0         |
| 2005      | 4           | 0         |
| 2007      | 7           | 0         |
| 2008      | 12          | 2         |
| 2009      | 4           | 0         |
| 2010      | 12          | 3         |
| 2011      | 10          | 0         |
| 2014      | 11          | 0         |
| Total     | 66          | 5         |

### Goles con selección
| 1       | 13-11-2008 | Thuwunna Stadium, Rangún, Birmania             | Bangladés    | 1–0 | 2–0 | 2008 Myanmar Grand Royal Challenge Cup |
| 2       | 5-12-2008  | Gelora Bung Karno Stadium, Yakarta, Indonesia  | Birmania     | 2–0 | 3–0 | Copa Suzuki AFF 2008                   |
| 3       | 24-11-2010 | Gelora Sriwijaya Stadium, Palembang, Indonesia | China Taipéi | 2–0 | 2–0 | Amistoso                               |
| 4       | 4-12-2010  | Gelora Bung Karno Stadium, Yakarta, Indonesia  | Laos         | 1–0 | 6–0 | Copa Suzuki AFF 2010                   |
| 5       | 4-12-2010  | Gelora Bung Karno Stadium, Yakarta, Indonesia  | Laos         | 3–0 | 6–0 | Copa Suzuki AFF 2010                   |
| Fuente: |            |                                                |              |     |     |                                        |